# Markendeya
Markendeya är reggaesångaren Marcus Bergs första soloalbum utgivet under artistnamnet Marcus Berg & Svartrot. Det är ett dubbelalbum, med olika dubmixar på CD2, under artistnamnet "Svartrot". Albumet släpptes 1 februari 2007 av skivbolaget I-Ration Records.

## Låtlista
- CD 1

1. "Spegelbilder" – 5:11
2. "One" – 3:40
3. "Tvivel" – 3:47
4. "Nr 306" – 3:54
5. "Inga tårar" – 5:16
6. "På den mörkaste timme om natten" – 4:36
7. "Song of Savasana" – 3:02
8. "I närvaron av" – 4:43
9. "Min kvinna" – 2:53
10. "Kär-Lek" – 3:05

- CD 2

1. "Broder Dub" – 5:38
2. "Framåt Dub" – 4:11
3. "Långsam Dub" – 4:05
4. "Neråt Dub" – 3:52

- Text: Marcus Berg (spår 1-1 till 1-6, 1-8, 1-9, 2-1 till 2-4), Sky (spår 1-7), Mauritz Tistelö (spår 1-10)
- Musik: Marcus Berg (spår 1-1 till 1-10), Svartrot (spår 2-1 till 2-4)

## Medverkande
Musiker
- Marcus Berg – sång, gitarr (spår 2-1 till 2-4)
- Daniel Wejdin – basgitarr (spår 2-1 till 2-4), kontrabas (spår 1-1 till 1-10)
- Oskar Bergenheim – trummor
- Ismahni – harpa (spår 1-1 till 1-10)
- Edvin Nahlin – keyboard (spår 1-1 till 1-10)
- Nils Dahl – keyboard
- Nils Lidman – saxofon (spår 2-1 till 2-4)
- Martin Christenson – percussion (spår 2-1 till 2-4)
- David Byström – trombon (spår 1-1 till 1-10)
- Johan Asplund – trumpet
- Livet Nord – violin (spår 1-1 till 1-10)
- Anna Roxenholt – bakgrundssång (spår 1-1 till 1-10)

Produktion
- Marcus Berg – ljudtekniker, ljudmix, mastering (spår 1-1 till 1-10)
- Martin Christenson – ljudtekniker, ljudmix, mastering (spår 2-1 till 2-4)
- Simon Vikokel – ljudtekniker (spår 1-1 to 1-10)